# Giacomo Miari
Giacomo Miari de Cumani (Padova, 11 agosto 1870 – Padova, 22 maggio 1946) è stato un imprenditore, generale e politico italiano.

## Biografia
È il fondatore della prima industria automobilistica italiana.
Discendente da un'agiata famiglia padovana, era il primogenito del conte Felice Miari e della contessa Antonia Rota de Cumani, ultima e ricchissima erede dell'antica famiglia veneta dei Cumano-Fontana.
Mostrò subito una grande interesse per la meccanica e fu avviato agli studi di ingegneria presso l'università di Padova, ov'era docente il celebre inventore Enrico Bernardi.
Dopo il conseguimento della laurea, insieme al compagno di studi Francesco Giusti, decise di avviare la produzione industriale del prototipo di autovettura con motore a benzina realizzato dal professor Bernardi e, nel 1894, fondò la Miari & Giusti, prima casa automobilistica d'Italia.
Nel 1898 lasciò l'impresa per la carriera militare nella neonata sezione aeronautica del genio, dove poté continuare a coltivare la sua passione per i motori. Venne messo in congedo nel 1934, con il grado di generale di brigata.
Al termine del primo decennio del nuovo secolo si dedicò anche alla politica locale, divenendo consigliere comunale e provinciale a Padova. Le elezioni del 1909, videro l'opposizione dei cattolici intransigenti padovani, guidati dal vescovo Luigi Pellizzo, alla candidatura dell'economista Luigi Luzzatti, proposto dai liberali, il quale aveva osato dichiararsi contrario all'insegnamento religioso nelle scuole. Le due fazioni avevano la forza per imporre un proprio candidato e raggiunsero un compromesso sulla candidatura di Miari che accettò e venne eletto deputato della XXIII legislatura, mantenendo la carica anche nelle due legislazioni successive e, infine, ottenendo la nomina a senatore del regno nel gennaio 1929.
Dopo il Proclama di Badoglio, essendosi rifiutato di aderire fattivamente alla Repubblica Sociale Italiana, venne inserito nelle liste di proscrizione repubblichine e, arrestato nottetempo, fu rinchiuso nel carcere dei Paolotti, insieme all'ex socio Giusti. In seguito all'intervento del vescovo di Padova, furono entrambi liberati dopo alcuni giorni.
Nell'agosto 1944 Miari venne incluso nell'elenco dei "Senatori ritenuti responsabili di aver mantenuto il fascismo e resa possibile la guerra sia coi loro voti, sia con azioni individuali, tra cui la propaganda esercitata fuori e dentro il Senato" e deferito all'Alta corte di giustizia per le sanzioni contro il fascismo che, il 30 agosto 1945, ne ordinò la decadenza dalla carica di senatore.